# Kicker
Kicker Sportmagazin (зазвичай kicker) — провідний німецький спортивний журнал, присвячений переважно футболу. kicker був заснований у 1920 році Вальтером Бенземаном та зазвичай виходив у Нюрнберзі двічі на тиждень. Станом на 2016-й рік випуск журналу в понеділок продавався в кількості 152 000 копій, у четвер — понад 137 000 копій.
kicker є також одним із засновників Європейських спортивних видань (European Sports Magazines) — асоціації, яка об'єднує спортивні видання, переважно присвячені футболу.

## Зміст
Щорічно редакція журналу видає kicker Almanach, який з 1959 року підбиває підсумки спортивного року в Німеччині.
Журнал kicker містить ряд футбольних змагань:
- Німецькі професіональні ліги (Бундесліга, 2. Бундесліга, 3-я ліга, Регіональна ліга
- Кубок Німеччини з футболу
- Чоловіча и жіноча збірні Німеччини з футболу
- Жіноча Бундесліга
- провідні європейські футбольні чемпіонати (АПЛ, Ла ліга, Серія А, Ліга 1).

Регулярно публікуються спеціальні видання:
- Перед початком та наприкінці сезону Бундесліги
- Перед початком групового етапу Ліги чемпіонів УЄФА
- Перед початком фінальної частини чемпіонатів Європи і світу з футболу.

Журнал також публікує новини з інших спортивних змагань:
- Формула-1
- Літні та зимові Олімпійські ігри
- Кіберспортивні турніри
- інші види спорту, в залежності від поточних змагань.

kicker також має цифрове видання з 2012 року. Згідно зі статистикою, кількість відвідувань kicker.de під час футбольного сезону перевищує 30 мільйонів щомісячно (з урахуванням мобільного інтернету та додатків — 110 мільйонів). Онлайн-версія також включає в себе трансляції матчів понад 80 міжнародних ліг.

## Нагороди журналу kicker
- Видання щорічно вручає приз Kicker Torjägerkanone найкращому бомбардиру Бундесліги.
- Разом з членами Німецького союзу спортивних журналістів (Verband Deutscher Sportjournalisten) журнал обирає «Футболіста року» (в чоловічому та жіночому футболі), а також визначає футбольного тренера року в країні.
- З 1990 року вручається нагорода «Людина року».[8]

### Найкращі футбольні клуби 20-го століття
У 1998 році журнал опублікував список найкращих футбольних клубів 20 століття. Список опирався на вибір авторитетних колишніх футболістів та тренерів (Джованні Трапаттоні, Йоган Кройф, Удо Латтек та ін.) — кожен з них вибирав 5 клубів, котрі він вважав найкращими, заодно аргументуючи свій вибір. Не всі спеціалісти притримувались запропонованої кількості команд. Йоган Кройф вибрав лише три клуби — Аякс, Мілан та київське Динамо. Аргументуючи свій вибір на користь «Динамо», Кройф оцінив стабільність у виступах команди на найвищому рівні, особливо протягом 70-х та 80-х років, досягаючи результатів без закупівлі легіонерів.
Те, що команда показує стабільність у виступах, особливо вражає, якщо врахувати, що команда не має "легіонерів", а Лобановський будує свою команду з «доморощеного матеріалу». Для мене київське «Динамо» — один зі стандартів європейського футболу.
Показані досягнення клубів до 1999 року
| Місце | Клуб                | Континентальні трофеї                                                        | володарі Золотого м'яча                 | Національні трофеї                                        |
| ----- | ------------------- | ---------------------------------------------------------------------------- | --------------------------------------- | --------------------------------------------------------- |
| 1     | «Реал Мадрид»       | 7x Ліга чемпіонів УЄФА, 2x Кубок УЄФА, Суперкубок УЄФА                       | 2x ді Стефано, Копа                     | 27x Ла Ліга, 17x Кубок Іспанії                            |
| 2     | «Аякс»              | 4x Ліга чемпіонів УЄФА, Кубок кубків УЄФА, Кубок УЄФА, 2x Суперкубок УЄФА    | Йоган Кройф                             | 27x чемпіон Нідерландів, 14x Кубок Нідерландів            |
| 3     | «Мілан»             | 5x Ліга чемпіонів УЄФА, 2x Кубок УЄФА, 3x Суперкубок УЄФА                    | 3x ван Бастен, Рівера, Гулліт, Веа      | 16x чемпіон Італії, 4x Кубок Італії                       |
| 4     | «Баварія»           | 3x Ліга чемпіонів УЄФА, Кубок кубків УЄФА, Кубок УЄФА                        | 2x Беккенбауер, 2x Румменіге, Мюллер    | 15x чемпіон Німеччини, 9x Кубок Німеччини                 |
| 5     | «Барселона»         | Ліга чемпіонів УЄФА, 4x Кубок кубків УЄФА, 2x Суперкубок УЄФА                | 2x Йоган Кройф, Стоїчков, Рівалдо       | 16x Ла Ліга, 24x Кубок Іспанії                            |
| 6     | «Манчестер Юнайтед» | 2x Ліга чемпіонів УЄФА, Кубок кубків УЄФА, Суперкубок УЄФА                   | Лоу, Чарльтон, Бест                     | 12x чемпіон Англії, 10x Кубок Англії, Кубок Ліги          |
| 7     | «Бенфіка»           | 2x Кубок європейських чемпіонів                                              | Еусебіо                                 | 30x чемпіон Португалії, 26x Кубок Португалії              |
| 8     | «Динамо» (Київ)     | 2x Кубок кубків УЄФА, Суперкубок УЄФА                                        | Блохін, Бєланов                         | 13x чемпіон СРСР / 7x України, 9x Кубок СРСР / 4x України |
| 9     | «Ювентус»           | 2x Ліга чемпіонів УЄФА, Кубок кубків УЄФА, 3x Кубок УЄФА, 2x Суперкубок УЄФА | 3x Платіні, Сіворі, Россі, Баджо, Зідан | 26x чемпіон Італії, 9x Кубок Італії                       |
| 10    | «Інтернаціонале»    | 2x Ліга чемпіонів УЄФА, 3x Кубок УЄФА                                        | Матеус, Роналдо                         | 13x чемпіон Італії, 3x Кубок Італії                       |